# Julodis bennigseni
Julodis bennigseni es una especie de escarabajo del género Julodis, familia Buprestidae. Fue descrita científicamente por Obst en 1906.